# Пескара (писта)
Пескара е писта за провеждане на автомобилни и мотоциклетни състезания, намираща се в Пескара, Италия.

## Име
Името на пистата идва от едноименния град в Италия където се намира.

## История
Едно от местата което оказва най-голямо значение за развитието на моторните спортове. Тук в началото на XX век са поставени множество световни рекорди по максимална скорост. Една от люлките на автомобилния спорт.

## Победители във Формула 1
| Година | Пилот        | Конструктор | Писта   | Статистика |
| ------ | ------------ | ----------- | ------- | ---------- |
| 1957   | Стърлинг Мос | Вануол      | Пескара | Статистика |